# Жиркова, Дора Самуиловна
Дора Самуиловна Жиркова (1902—1988) — советский деятель здравоохранения.

## Биография
Родилась 22 декабря 1902 года в Жарханском наслеге Мархинского улуса Якутской области, ныне Нюрбинском улусе Республики Саха (Якутия), в семье писаря и домохозяйки. В семье было четверо дочерей — Анфуса, Апфия, Сусанна и Дора.
Сначала училась в Нюрбинской начальной школе, где её однокашниками были М. Ксенофонтов-Мегежекский и С.Васильев, затем продолжила учёбу в Вилюйском училище. В 1915 году поступила в женскую гимназию Якутска, где познакомилась с русскими политсыльными и вступила в подпольный кружок «Юный социал-демократ., который вел Емельян Ярославский.
В 1917 году вступила в РСДРП(б), после Октябрьской революции — активный участник установления Советской власти в Якутии. В 1918 году была членом экспедиционного отряда большевиков в Вилюйский округ. При её непосредственном участии в Вилюйском, Верхневилюйском и Нюрбинском улусах была установлена Советская власть, назначены председатели ревкомов. Во время прихода к власти Колчака была выслана в Иркутск, где продолжила подпольную деятельность. Дважды арестовывалась и находилась в тюрьме до декабря 1919 года, когда в Иркутске была установлена Советская власть. После этого принимала участие в боях, была ранена. Избрана секретарем Иркутского горкома РКП(б).
В 1920 году в составе советско-партийных работников во главе с М. К. Аммосовым Дора Жиркова возвратилась в Якутию и становится членом Якутского губернского партийного бюро. В августе 1920 года возглавила только созданный губернский женотдел. В 1921 году участвовала в работе Олёкминской уездной конференции женщин. В этом же году была направлена в Москву для поступления в Коммунистический университет имени Я. М. Свердлова. Но по состоянию здоровья пришлось уехать на лечение в Ялту. Вернувшись после лечения в Москву, городским комитетом РКП(б) была направлена политкомиссарам в госпиталь детей-сирот Москвы. В 1922 году Жиркова была избрана депутатом Моссовета.
В 1923—1928 годах Д. С. Жиркова училась и окончила медицинский факультет Московского государственного университета. После окончания вуза стажировалась в столичной детской клинике им. Маслова и в 1929 году была отозвана Якутским обкомом РКП(б) в Якутск, где стала работать директором Якутского медицинского техникума.
В 1932 году снова вернулась в Москву и поступила в аспирантуру Института организации здравоохранения. В связи с вспыхнувшей эпидемией брюшного тифа Дора Самуиловна была откомандирована для борьбы с этой болезнью в Западный Казахстан. Летом 1933 года Наркомздрав республики назначил Жиркову директором краевого физиотерапевтического института. В Казахстане свою основную работу Дора Самуиловна, совмещала с общественной деятельностью — она была избрана членом бюро Петропавловского горкома ВКП(б), членом президиума облисполкома, депутатом ЦИК Казахской ССР.
Из Казахстана в Москву Жиркова вернулась в 1937 году.
В 1938 году была арестована, арестован и её муж — Аблязин Загид Николаевич, первый начальник Карагандинского и Северо-Казахстанского областного дорожно-транспортного управления. В тюрьме погиб их новорожденный, младший сын, старший — Марат — был отправлен в детский дом, сбежал оттуда, бродяжничал; его разыскала старшая сестра Доры Самуиловны — Сусанна и взяла к себе в семью. Ссылку Дора Самуиловна и её муж отбывали в Магадане. Реабилитирована в 1961 году.
После ссылки до начала Великой Отечественной войны работала врачом в школах Москвы.
С весны 1941 года — главврач детского подмосковного санатория, который с началом войны был эвакуирован в Кировскую область.
В 1950 году вернулась на родину в Якутию и работала в филиале туберкулезного института Академии медицинских наук СССР.  В 1952 году Московский обком ВКП (б) направил её в Орехово-Зуево -— главным врачом в детский костно-туберкулезный санаторий, где Дора Самуиловна проработала 10 лет.
С 1962 года Дора Самуиловна Жиркова — персональный пенсионер союзного значения. Проживала в Москве, где и умерла 6 октября 1988 года.
Была награждена орденами Трудового Красного Знамени и Дружбы народов, а также медалями; удостоена знака «Отличник здравоохранения СССР».
В мае 2016 года в городе Нюрба состоялось открытие памятной доски Доре Самуиловне Жирковой на здании детского туберкулезного санатория, которому присвоено её имя.
31 января 2018 года Решением наслежного Совета депутатов муниципального образования «Жарханский наслег» Нюрбинского района Республики Саха (Якутии) РНС №02-02 "Об увековечивании памяти первой женщины революционерки, видной общественной и государственной деятельницы республики Жирковой  Доры Самуиловны" МБУ "Центр народного творчества и спорта" МО "Жарханский наслег"  присвоено имя Доры Самуиловны Жирковой, также учреждена ежегодная именная стипендия им. Д.С. Жирковой лучшим выпускникам МБОУ "Жарханская СОШ" Нюрбинского района Республики Саха (Якутия).

## Семья
Муж — Аблязин Загид Николаевич, дорожный инженер.
- Дети: 
  - Сын — Марат Загидович Аблязин (г.р.1925), участник Великой Отечественной войны
  - Дочь — Алла Загидовна Аблязина (г.р.1941)